# Wiener AC
Wiener AC – austriacki klub piłkarski, mający siedzibę w stolicy kraju Wiedeń.

## Historia
Chronologia nazw:
- 1897–1937: Wiener AC (WAC)
- 1937–1940: Schwarz-Rot Wiedeń
- 1940–1969: Wiener AC
- 1969–1977: FK Austria/WAC Wiedeń
- 1983–...: Wiener AC

Klub został założony w 14 października 1897 roku jako Wiener Athletik Club. W 1912 roku debiutował w pierwszej lidze. Ogółem rozegrał na najwyższym poziomie 38 sezonów: 1912–1921, 1923, 1925–1936, 1942–1948, 1955/54 i 1956–1965. Ponadto, Wiener AC startował we wszystkich trzech sezonach od 1901 do 1903 w rozgrywkach o Puchar Tagblatt, który był prekursorem piłkarskich mistrzostw Austrii.
W 1904 zespół zdobył Challenge Cup oraz po raz trzeci Puchar Tagblatt. Byli to najważniejsze trofea w austriackiej piłce nożnej w tamtym czasie.
We wrześniu 1910, większość piłkarzy pierwszej drużyny opuściły klub, przechodząc do nowego klubu Wiener AF. Pomimo tego, Wiener AC zajął czwarte miejsce w sezonie 1910/11 austriackiej piłce nożnej, chociaż nowy klub zajął wyższą lokatę. W sezonie 1914/15 klub wygrał mistrzostwa Austrii, w którym dziesięć klubów zagrało tylko raz z przeciwnikiem. Wiener AF zakończył na drugim miejscu.
W 1928 zespół dotarł do finału Pucharu Austrii, a w 1931 zdobył ten trofeum.
Klub osiągnął finał Pucharu Mitropa w 1931, ale przegrał w obu meczach z First Vienna FC 1894.
W latach 1937–1940 klub nazywał się Schwarz-Rot Wiedeń, ale potem powrócił do nazwy Wiener AC. Od 1942 do 1945 klub grał w Gauliga Ostmark.
W 1959 roku klub ponownie zdobył Puchar Austrii, pokonując Rapid Wiedeń 2-0 w finale.
Po spadku z najwyższego poziomu austriackiej piłki nożnej, w 1969 klub dołączył się do Austrii Wiedeń, który był nazywany FK Austria/WAC Wiedeń do 1977, kiedy to FK Austria postanowiła wrócić do tradycyjnej nazwy ich własnego klubu.
W 1983 roku reaktywowano sekcję piłkarską w klubie, a w 2002 roku została przejęta przez jego sponsora, który zmienił nazwę na FK Rad Friendly Systems, a następnie do FC Fireball United.
Klub Wiener AC wciąż ma sekcję piłki nożnej, ale na razie nie startuje w oficjalnych rozgrywkach piłkarskich.

## Sukcesy

### Trofea międzynarodowe
Nie uczestniczył w rozgrywkach europejskich (stan na 31-05-2014).

### Trofea krajowe
| \| \| Zdobyte trofea w rozgrywkach Austrii (stan na: 31-05-2014) \| |                                                            |      |                                    |
| Rozgrywki                                                           | Osiągnięcie                                                | Razy | Sezon(y)                           |
| · Mistrzostwo                                                       | I miejsce                                                  | 1    | 1915                               |
| · Mistrzostwo                                                       | II miejsce                                                 | 1    | 1943                               |
| · Mistrzostwo                                                       | III miejsce                                                | 6    | 1914, 1919, 1929, 1944, 1960, 1961 |
| Puchar                                                              | zdobywca                                                   | 2    | 1931, 1959                         |
| Puchar                                                              | finalista                                                  | 1    | 1928                               |
| II liga                                                             | I miejsce                                                  | 4    | 1922, 1924, 1942, 1956             |
| II liga                                                             | II miejsce                                                 | 1    | 1953                               |
| II liga                                                             | III miejsce                                                | 0    |                                    |
| Austria                                                             | Zdobyte trofea w rozgrywkach Austrii (stan na: 31-05-2014) |      |                                    |

### Inne trofea
- Challenge Cup:
  - zdobywca (3x): 1901, 1903, 1904

- Puchar Tagblatt:
  - zdobywca (3x): 1900, 1901, 1902

- Puchar Mitropa:
  - finalista: 1931

## Stadion
Klub rozgrywa swoje mecze domowe na stadionie WAC – Sportanlage w Wiedniu, który może pomieścić 5,000 widzów.